# Ithiel de Sola Pool

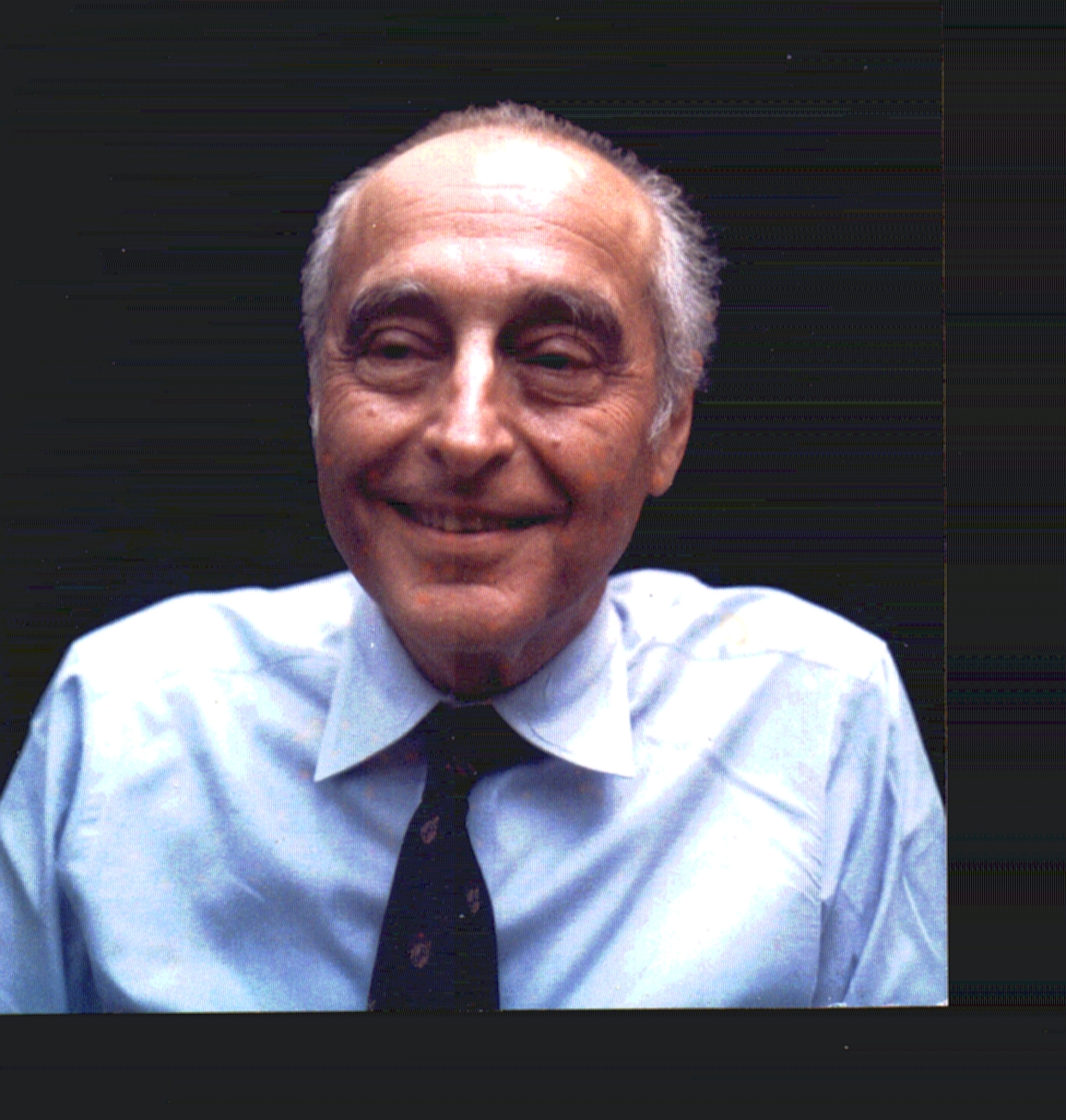
Ithiel de Sola Pool

Ithiel de Sola Pool (* 26. Oktober 1917 in New York; † 11. März 1984 in Cambridge, Massachusetts) war ein US-amerikanischer Politik- und Kommunikationswissenschaftler.

## Leben und Wirken
Ithiel de Sola Pool studierte Politikwissenschaft an der University of Chicago. Dort erlangte er 1938 den Bachelorgrad, 1939 den Magistergrad. Seine Promotion zum Ph.D. erfolgte 1952. In der Zwischenzeit betrieb er wissenschaftliche Forschungen in Washington, D.C. und an der Stanford University. 1953 trat er als Forscher in das Massachusetts Institute of Technology (M.I.T.). Dort wirkte er als Wissenschaftler etwas über drei Jahrzehnte bis zu seinem Tod. Hier leitete er das Political Science Department. Außerdem wirkte er als einer der Leiter der Simulmatics Corporation, ein Unternehmen, das sich mit der computergestützten Wahl- und Verbraucherforschung beschäftigte.
1961 wurde Pool in die American Academy of Arts and Sciences gewählt.
In seinen Forschungen beschäftigte er sich vor allem mit der Massenkommunikation und ihre sozialen bzw. politischen Wirkungen weltweit sowie mit politischer Symbolik. Frühzeitig arbeitete er über die Wirkung von Telefon und moderner Medientechnologie.

## Veröffentlichungen (Auswahl)
- (mit Harold D. Lasswell u. a.): Symbols of internationalism. Stanford University Press, Stanford, Calif. 1951.
- (mit Harold D. Lasswell u. Daniel Lerner): The comparative study of symbols. An introduction. Stanford University Press, Stanford, Calif. 1952.
- The "prestige papers". A survey of their editorials. Stanford University Press, Stanford, Calif. 1952.
- (mit Robert Carver): Kuomintang and Chinese Communist Elites. Stanford University Press, Stanford, Calif. 1954.
- Satelliet generals. A study of military elites in the Soviet sphere. Stanford University Press, Stanford, Calif. 1955.
- What American travellers learn. In: The Antioch review, Bd. 18 (1958), S. 431–446.
- (Hrsg.): Trends in content analysis. University of Illinois Press, Urbana, Ill. 1959.
- (Mitautor): The people look at educational televison. A report of nine representative ETV stations. Stanford University Press, Stanford, Calif. 1963.
- (mit Raymond A. Bauer u. Lewis Anthony Dexter): American Business and public policy. The politics of foreign trade. Atherton Press, New York 1963 (2. Aufl. 1972, ISBN 0-202-24128-9).
- (Hrsg.): Comparative political science. Toward empirical theory. McGraw-Hill, New York 1967.
- The prestige press. A comparative study of political symbols. M.I.T. Press, Cambridge, Mass. 1970, ISBN 0-262-16030-7.
- (Mithrsg.): Handbook of communication. Rand MacNally, Chicago 1973.
- Massenmedien und Politik im Modernisierungsprozeß. In: Dieter Prokop (Hrsg.): Massenkommunikationsforschung. Bd. 2. Fischer, Frankfurt/M. 1973, S. 404–419, ISBN 3-436-01661-6.
- (Hrsg.): Talking back. Citizen feedback and cable technology. 2. Aufl. MIT Press, Cambridge, Mass. 1975, ISBN 0-262-16056-0.
- (Hrsg.): The social impact of the telephone. MIT Press, Cambridge, Mass. 1978.
- Forecasting the telephone. A retrospective technology assessment. ABLEX Publ., Norwood, NJ 1983, ISBN 0-89391-048-1.
- Technologies of freedom. On free speech in an electronic age. Belknap Press, Cambridge, Mass. 1983, ISBN 0-674-87232-0.
- Technologies without boundaries. On telecommunications in a global age. Edited by Eli M. Noam. Harvard University Press, London 1990, ISBN 0-674-87263-0.
- Politics in wired nations. Selected writings. Ed. by Lloyd S. Etheredge. Transaction Publ., New Brunswick, NJ 1998, ISBN 1-56000-344-8.
- Humane politics and methods of inquiry. Ed. by Lloyd S. Etheredge. Transaction Publ., New Brunswick, NJ 2000, ISBN 1-56000-401-0.